# Renauldia paradoxica
Renauldia paradoxica là một loài rêu trong họ Pterobryaceae. Loài này được B.H. Allen mô tả khoa học đầu tiên năm 1987.